# Unione Sportiva Avellino 1912 2021-2022
Questa voce raccoglie le informazioni riguardanti l'Unione Sportiva Avellino 1912 nelle competizioni ufficiali della stagione 2021-2022.

## Divise e sponsor
Per la terza stagione consecutiva lo sponsor tecnico è Magma, mentre gli sponsor ufficiali sono Cosmopol, Gruppo Marinelli, M.A.C. e SoftTecnology.
| Casa | Trasferta | Terza divisa |

## Rosa
| N. |                    | Ruolo | Calciatore                |
| -- | ------------------ | ----- | ------------------------- |
| 1  | Italia (bandiera)  | P     | Pasquale Pane             |
| 2  | Italia (bandiera)  | C     | Agostino Rizzo            |
| 3  | Italia (bandiera)  | D     | Fabio Tito                |
| 4  | Italia (bandiera)  | C     | Salvatore Aloi (capitano) |
| 5  | Italia (bandiera)  | D     | Andrea Sbraga             |
| 5  | Italia (bandiera)  | D     | Lorenzo Chiti             |
| 6  | Italia (bandiera)  | D     | Mirko Miceli              |
| 6  | Italia (bandiera)  | D     | Gennaro Scognamiglio      |
| 7  | Italia (bandiera)  | A     | Gabriele Bernardotto      |
| 7  | Senegal (bandiera) | A     | Mamadou Kanoute           |
| 8  | Italia (bandiera)  | C     | Alessandro Mastalli       |
| 9  | Italia (bandiera)  | A     | Emanuele Santaniello      |
| 9  | Italia (bandiera)  | A     | Luca Gagliano             |
| 9  | Italia (bandiera)  | A     | Jacopo Murano             |
| 10 | Italia (bandiera)  | C     | Alberto De Francesco      |
| 11 | Italia (bandiera)  | A     | Vincenzo Plescia          |
| 12 | Italia (bandiera)  | P     | Antonio Pizzella          |
| 13 | Italia (bandiera)  | D     | Alberto Dossena           |
| 14 | Italia (bandiera)  | C     | Antonio Di Gaudio         |

| N. |                     | Ruolo | Calciatore                     |
| -- | ------------------- | ----- | ------------------------------ |
| 15 | Romania (bandiera)  | A     | Marius Andrei Mocanu           |
| 16 | Italia (bandiera)   | D     | Daniele Bove                   |
| 17 | Italia (bandiera)   | C     | Federico Capone                |
| 18 | Italia (bandiera)   | A     | Antonio Messina                |
| 18 | Italia (bandiera)   | D     | Matteo Di Paola                |
| 19 | Italia (bandiera)   | A     | Riccardo Maniero               |
| 20 | Italia (bandiera)   | C     | Giuseppe Carriero              |
| 21 | Italia (bandiera)   | C     | Antonio Matera                 |
| 22 | Italia (bandiera)   | P     | Francesco Forte                |
| 23 | Italia (bandiera)   | D     | Simone Ciancio (vice capitano) |
| 25 | Romania (bandiera)  | C     | Claudiu Micovschi              |
| 26 | Italia (bandiera)   | D     | Leo Di Martino                 |
| 27 | Italia (bandiera)   | C     | Santo D'Angelo                 |
| 27 | Italia (bandiera)   | A     | Mattia Tarcinale               |
| 28 | Italia (bandiera)   | D     | Luigi Silvestri                |
| 29 | Italia (bandiera)   | A     | Mattia Musto                   |
| 33 | Italia (bandiera)   | D     | Daniele Mignanelli             |
| 69 | Germania (bandiera) | C     | Oliver Kragl                   |

## Calciomercato

### Sessione estiva (dal 1º luglio al 31 agosto 2021)
| Acquisti | Acquisti             | Acquisti         | Acquisti   |
| R.       | Nome                 | da               | Modalità   |
| -------- | -------------------- | ---------------- | ---------- |
| D        | Andrea Sbraga        | svincolato       | definitivo |
| D        | Daniele Mignanelli   | Modena           | definitivo |
| D        | Gennaro Scognamiglio | Pescara          | definitivo |
| D        | Davide Bove          | svincolato       | definitivo |
| C        | Alessandro Mastalli  | svincolato       | definitivo |
| C        | Antonio Matera       | svincolato       | definitivo |
| C        | Claudiu Micovschi    | Genoa            | definitivo |
| A        | Antonio Messina      | Real Agro Aversa | definitivo |
| A        | Vincenzo Plescia     | Vibonese         | definitivo |
| A        | Mamadou Kanoute      | Palermo          | definitivo |
| A        | Luca Gagliano        | Cagliari         | prestito   |
| A        | Antonio Di Gaudio    | svincolato       | definitivo |

| Cessioni | Cessioni               | Cessioni           | Cessioni                 |
| R.       | Nome                   | a                  | Modalità                 |
| -------- | ---------------------- | ------------------ | ------------------------ |
| P        | Riccardo Leoni         |                    | fine contratto           |
| D        | Julian Illanes Minucci | Fiorentina         | fine prestito            |
| D        | Joel Baraye            | Salernitana        | fine prestito            |
| D        | Giuliano Laezza        |                    | rescissione di contratto |
| D        | Gabriele Rocchi        |                    | rescissione di contratto |
| D        | Mirko Miceli           | Virtus Francavilla | definitivo               |
| C        | Andrea Errico          | Frosinone          | fine prestito            |
| C        | Manolo Adamo           | Monterosi Tuscia   | definitivo               |
| C        | Marco Silvestri        |                    | rescissione di contratto |
| A        | Giuseppe Fella         | Salernitana        | fine prestito            |
| A        | Emanuele Santaniello   | Turris             | definitivo               |
| A        | Gabriele Bernardotto   | Teramo             | prestito                 |

### Sessione invernale (dal 3 gennaio al 31 gennaio 2022)
| Acquisti | Acquisti      | Acquisti   | Acquisti   |
| R.       | Nome          | da         | Modalità   |
| -------- | ------------- | ---------- | ---------- |
| A        | Jacopo Murano | Perugia    | definitivo |
| D        | Lorenzo Chiti | Fiorentina | prestito   |
| C        | Oliver Kragl  | svincolato | definitivo |

| Cessioni | Cessioni        | Cessioni       | Cessioni      |
| R.       | Nome            | a              | Modalità      |
| -------- | --------------- | -------------- | ------------- |
| D        | Andrea Sbraga   | Turris         | prestito      |
| C        | Federico Capone | Seregno        | definitivo    |
| C        | Santo D'Angelo  | Reggiana       | definitivo    |
| A        | Luca Gagliano   | Cagliari       | fine prestito |
| A        | Antonio Messina | Fidelis Andria | definitivo    |

## Risultati

### Coppa Italia
| Arbitro: | Baroni (Firenze) |

|                                                   |                      |                                              |
| Falletti 62’                                      | Marcatori            | 25’ D'Angelo                                 |
| Paghera Capone Pettinari Mazzocchi Salzano Furlan | Tiri di rigore 4 – 3 | Plescia Aloi Tito De Francesco Maniero Rizzo |

### Coppa Italia Serie C
| Arbitro: | Saia (Palermo) |

|  |           |            |
|  | Marcatori | 6’ Iannoni |

## Statistiche

### Statistiche di squadra
Statistiche aggiornate al 12 maggio 2022
| Competizione         | Punti             | In casa | In casa | In casa | In casa | In casa | In casa | In trasferta | In trasferta | In trasferta | In trasferta | In trasferta | In trasferta | Totale | Totale | Totale | Totale | Totale | Totale | DR  |
| Competizione         | Punti             | G       | V       | N       | P       | Gf      | Gs      | G            | V            | N            | P            | Gf           | Gs           | G      | V      | N      | P      | Gf     | Gs     | DR  |
| -------------------- | ----------------- | ------- | ------- | ------- | ------- | ------- | ------- | ------------ | ------------ | ------------ | ------------ | ------------ | ------------ | ------ | ------ | ------ | ------ | ------ | ------ | --- |
| Serie C              | 64                | 18      | 9       | 8       | 1       | 28      | 14      | 18           | 8            | 5            | 5            | 17           | 12           | 36     | 17     | 13     | 6      | 45     | 26     | +19 |
| Coppa Italia         | Turno preliminare | -       | -       | -       | -       | -       | -       | 1            | 0            | 1            | 0            | 1            | 1            | 1      | 0      | 1      | 0      | 1      | 1      | 0   |
| Coppa Italia Serie C | Secondo turno     | 1       | 0       | 0       | 1       | 0       | 1       | -            | -            | -            | -            | -            | -            | 1      | 0      | 0      | 1      | 0      | 1      | -1  |
| Totale               | 64                | 19      | 9       | 8       | 2       | 28      | 15      | 19           | 8            | 6            | 5            | 18           | 13           | 38     | 17     | 14     | 7      | 46     | 28     | +18 |

### Andamento in campionato
| Luogo     | C | T  | C  | T  | C  | C  | T  | C | T  | C  | T | C | T | C | T | C | T | C | T | C | T | C | T | T | C | T | C | T | C | T | C | T | C | T | C | T |
| Risultato | N | N  | N  | N  | V  | N  | P  | V | N  | V  | N | V | V | N | V | N | V | N | V | V | N | N | V | P | V | P | V | V | P | V | P | V | V | P | V | P |
| Posizione | 6 | 10 | 12 | 14 | 10 | 10 | 11 | 9 | 10 | 12 | 8 | 7 | 6 | 6 | 6 | 5 | 6 | 6 | 6 | 3 | 3 | 3 | 4 | 2 | 4 | 4 | 4 | 4 | 5 | 4 | 4 | 3 | 2 | 4 | 3 | 4 |

Legenda:

Luogo: C = Casa; T = Trasferta. Risultato: V = Vittoria; N = Pareggio; P = Sconfitta.